# Сазонтьев, Сергей Владиславович
Серге́й Владисла́вович Сазо́нтьев (28 октября 1946, Москва — 29 июля 2011, там же) — советский и российский актёр театра и кино. Народный артист Российской Федерации (2010).

## Биография
Сергей Сазонтьев родился 28 октября 1946 года в Москве.
В 1969 году окончил Школу-студию МХАТ (курс О. Н. Ефремова).
С 1969 по 1985 год в труппе «Современника», с 1985 по 1993 в театре имени М. Н. Ермоловой, сезон 1993—1994 года в театре им. Владимира Маяковского, с 1994 года в Московском Художественном театре им. А. П. Чехова. Снимался в кино, также работал на дубляже и озвучивании.
По приглашению Олега Табакова преподавал актёрское мастерство в драматической студии для старшеклассников при Дворце пионеров им. Н. К. Крупской в переулке Стопа́ни (1974—1976 гг.), а затем на курсе Табакова в ГИТИСе.
Скончался в Москве 29 июля 2011 года после продолжительной болезни на 65-м году жизни. Отпевание и панихида состоялись 31 июля в храме Сергия Радонежского в Рогожской слободе. Похоронен 31 июля в Москве на Ваганьковском кладбище в могиле родителей. на участке 32.

## Семья
В 1974 году женился на художнике-модельере Людмиле Агаповой (род. 4 апреля 1942), с которой познакомился на отдыхе в Коктебеле. В 1975 году родилась дочь Анастасия. Двое внуков: Настасья и Сергей.

## Награды и звания
- Орден Дружбы (30 июля 1999 года) — за заслуги перед государством, большой вклад в укрепление дружбы и сотрудничества между народами, многолетнюю плодотворную деятельность в области культуры и искусства[8]
- Народный артист Российской Федерации (15 февраля 2010 года) — за большие заслуги в области искусства[1]
- Заслуженный артист Российской Федерации (22 февраля 1993 года) — за заслуги в области искусства[9]

## Творчество

### Роли в театре

#### Московский театр «Современник»
- «Голый король» Евгения Шварца — солдат
- «Декабристы» Леонида Зорина — Иван Дмитриевич Якушкин
- «Народовольцы» Александра Свободина — 1-й молодой человек
- «Большевики» Михаила Шатрова — Гиль
- «Свой остров» Раймонда Каугвера — Янус[3]
- «На дне» Максима Горького — Андрей Митрич Клещ
- «С любимыми не расставайтесь» Александра Володина —  Алфёров
- «Балалайкин и К°» по М. Салтыкову-Щедрину — Перекусихин 2-й
- «Принцесса и дровосек», Г. Волчек, М. Микаэлян по мотивам чешских сказок — Пан Затирка
- «Погода на завтра» Михаила Шатрова — комсорг
- «Провинциальные анекдоты» А. Вампилова — Камаев
- «Двенадцатая ночь» У. Шекспира (1975) — Курио
- «Вечно живые» В. С. Розова — Марк
- «Вишнёвый сад» А. П. Чехова (1976) — Яша
- «Не стреляйте в белых лебедей» Бориса Васильева (1976) — Чувалов, лесничий
- «А поутру они проснулись» В. Шукшина (1977) — Сосед
- «Вкус черешни» Агнешки Осецкой — Мужчина
- «Лорензаччо» Альфреда де Мюссе (1980) — Кардинал Чибо
- «Спешите делать добро!» Михаила Рощина — Борис
- «Ревизор» Н. В. Гоголя (1983) — почтмейстер
- «Дни Турбиных» М. А. Булгакова (1984) — Тальберг
- «Голая пионерка» Михаила Кононова (2005) — участвует в спектакле (в 2005 и 2006)

#### Московский драматический театр имени М. Н. Ермоловой
- «Говори!»[3]
- «Второй год свободы»
- «Последний посетитель»

#### Московский Художественный театр имени А. П. Чехова
- «Кабала святош» — Брат Верность[3]
- «Татуированная роза» Теннесси Уильямса. Режиссёр: Роман Виктюк — Отец де Лео
- «Тутиш» — Усман
- 2008 — «Весенняя лихорадка» Ноэла Коуарда. Режиссёр: Александр Марин — Дэвид Блисс

### Фильмография
- 1965 — Строится мост — сварщик
- 1970 — Море в огне
- 1972 — Четвёртый — второй пилот
- 1974 — Хлеб пахнет порохом — прапорщик Лукашевич
- 1975 — Пропавшая экспедиция — Федякин
- 1975 — Принимаю на себя — Сергей Найденов, молодой сталевар
- 1976 — Золотая речка — Федякин
- 1976 — Город с утра до полуночи — архитектор Виктор Михайлович Григорьев, отец новорожденного
- 1976 — Сибирь — Иван Акимов
- 1979 — Камертон — Юрий Васильевич Решетников
- 1981 — В последнюю очередь — бандит, выдававший себя за инвалида войны Одинцова Сергея Васильевича
- 1981 — Приказ: огонь не открывать — Тарасенко
- 1982 — Россия молодая — кузнец Федосий
- 1982 — Формула света — Александр Митин
- 1982 — Транзит — архитектор Анатолий Данилович, сослуживец Багрова
- 1985 — Следствие ведут ЗнаТоКи. Полуденный вор — Глеб Царапов
- 1986 — Размах крыльев — Никита Сударев, второй пилот
- 1986 — Гран-па — Иван Михайлович Филимонов, революционер, впоследствии — работник наркомпроса
- 1986 — Последняя дорога — Данзас
- 1987 — Башня — Дима Черепанов
- 1987 — Залив счастья — Геннадий Иванович Невельской
- 1987 — Мы — ваши дети — Шурупов
- 1990 — Всё впереди — Владислав Зуев, друг Медведевых
- 1991 — Мёртвые без погребения, или Охота на крыс — Жан
- 1991 — Летучий голландец — офицер
- 1992 — Чича — Александр Петрович, человек-оркестр
- 1992 — Баллада для Байрона — Варрава
- 1992 — Эскадрон
- 1993 — Кодекс бесчестия — лётчик
- 1994 — Зона Любэ — майор
- 1997 — В Париже
- 1998 — Чехов и Ко
  - В пансионе | 2-я серия — приятель Дырявина, учитель
  - Перпетуум-мобиле | 5-я серия — Тюльпанский, товарищ прокурора
- 2002 — Кодекс чести — 1 — Константин Калмыков, бывший майор-афганец
- 2003 — Сыщики-2
  - Тайна осеннего леса | Фильм 6 — Поршнев
- 2004 — Операция «Цвет нации» — Маршал
- 2004 — Время жестоких — «Воркута», Николай Ильич Силин, вор в законе
- 2005 — Есенин — батюшка (11 серия)
- 2005 — МУР есть МУР 2 — Эрнест Семёнович Лузавин
- 2005 — Клоунов не убивают
- 2005 — Гражданин начальник 2 — Николай Еремеевич Рыбаков
- 2005 — Атаман — генерал Трофимов
- 2006 — Очарование зла — Сергей Иванович Мацылов, полковник Белой Армии, член РОВСа
- 2006 — Закон и порядок: Преступный умысел −1 — Юрий Михайлович Катков
- 2007 — Агония страха — Зотов
- 2007 — День гнева — «стрелок»
- 2008 — Никто, кроме нас… — Фёдор Васильевич, отец Наташи
- 2008 — Десантный батя — разведчик Камышов, боевой друг Меркулова
- 2009 — Пуля-дура — 2 — Олег Сергеевич Каменев
- 2010 — Буду помнить — Вадим Чивилёв (наши дни)

#### Телеспектакли
- 1971 — Возмездие
- 1971 — Свой остров — Янус
- 1978 — Кузен Понс — судебный пристав
- 1978 — Двенадцатая ночь
- 1979 — Дефицит на Мазаева — Лодя (Володя), троюродный брат Димы Мазаева
- 1980 — Этот фантастический мир, выпуск 4 — Алексей Иванович Гусев, командир полка
- 1981 — Мы не увидимся с тобой — танкист Чехов
- 1985 — Новоселье — Крынкин
- 1987 — Говори… — писатель
- 1988 — Красное вино победы
- 1997 — Женитьба — Стариков
- 2005 — Голая пионерка

### Радиопостановки
- 1988 - Карниз (рассказ Стивена Кинга).

### Озвучивание игр
- 2000 — Europa Universalis[10] — диктор во вступительном ролике
- 2001 — Ва-банк![11] — Морган
- 2001 — Отверженные: Тайна тёмной расы[англ.][12] — Кейлин
- 2002 — Угнать за 40 секунд[13]
- 2002 — Готика[14] — Ксардас, Корристо, Сатурас, Корд, Риордан, Дамарок
- 2006 — The Longest Journey[15] — Джейкоб МакАллен, Старый бог
- 2006 — Desperate Housewives: The Game[16] — Доктор Артур Хендриксон